# Брук, Келли
Келли Брук (англ. Kelly Brook; род. 23 ноября 1979) — британская актриса и фотомодель.

## Биография
Келли Энн Парсонс родилась 23 ноября 1979 года в городе Рочестер, графство Кент, Великобритания. В 17 лет Келли поступила в престижнейшую театральную школу London’s Italia Conti stage school, её родители не могли себе позволить оплачивать обучение дочери, а гранта Келли добиться не удалось. Впрочем, это её не остановило. Чтобы оплачивать обучение, Келли начала подрабатывать моделью для небольших фирм и официанткой в чайном магазине. Наконец, «засветившись» в нескольких мужских журналах, Келли получила маленькую роль на ТВ в шоу «Nicky with the Ticky».
После этого шоу Келли пригласили на место ведущей программы «Big Breakfast» и эта передача стала её звездным часом. Продюсеры шоу сомневались, удастся ли Келли легко вписаться в ритм программы и поладить с её ведущим, но у неё это прекрасно получилось. Мало того, скоро она стала одной из главных составляющих успеха шоу: мужчины цепенели при взгляде на пышнотелую красотку в облегающих туалетах. Тем не менее, в 1999 году Келли приняла решение покинуть «Big Breakfast», чтобы, по её словам, проводить больше времени со своим бойфрендом, актёром Джейсоном Стейтемом, за которого она собиралась выйти замуж. Впрочем, Келли недолго сидела без работы. Буквально сразу известная фирма, производитель нижнего белья, предложила ей очень выгодный контракт. Её изображения появились в журналах и на улицах Лондона.

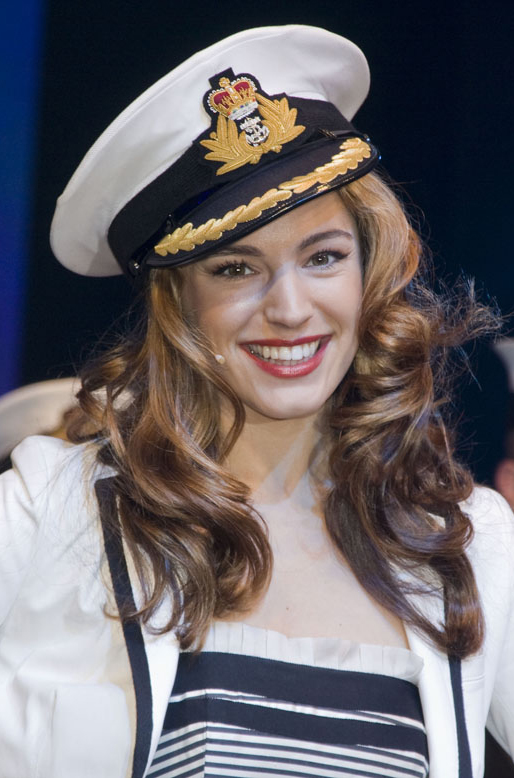
Брук в январе 2009 года

Любовь мужских журналов к Келли невероятно прогрессировала. Если в 1998 году авторитетный журнал «FHM» поставил её только на 29 место в списке самых сексуальных женщин мира, то в 1999 году она была уже третьей. И даже то, что в этом же списке в 2000 году Келли заняла пятую строчку, а в 2001 году — четвертую вряд ли её расстроило — ведь журнал «Maxim» поставил её на первое место среди самых сексуальных женщин прошлого века.
В 2005 году Келли выступила продюсером фильма «Знаменитый Остров Любви».

### Личная жизнь
До 2004 года Брук в течение семи лет встречалась с актёром Джейсоном Стейтемом. Во время съёмок триллера Survival Island в Греции в 2004 году, Келли Брук познакомилась с актёром Билли Зейном. Они решили пожениться летом 2008 года и приобрели дом в Кенте, но Брук отложила свадьбу после смерти отца в ноябре 2007 года. Пара окончательно рассталась в августе 2008 года.
С декабря 2010 года Брук встречалась с шотландским регбистом Томом Эвансом. 16 марта 2011 года в своём Twitter’е Брук написала, что у них должна родиться дочка, однако 9 мая 2011 года у Брук случился выкидыш.
В 2014 году Келли обручилась с Дэвидом Макинтошем. Однако избранник красавицы, который, к слову, был на семь лет её младше, не очень серьезно относился к этому увлечению и с самого начала заявил своим фанаткам, что жениться не собирается. Тем не менее, он не скрывал, что очень счастлив рядом с Келли. После двух лет романа эта пара распалась, а Келли говорила тогда, что хочет отдохнуть от мужчин, ведь вся её жизнь, начиная с подросткового возраста, состоит из сплошных романов. Тогда актриса говорила, что хочет посвятить это время себе и ни от кого не зависеть.
Весной 2015 года она познакомилась с инструктором по дзюдо Джереми Паризи. В 2022 году они поженились.

## Фильмография
| Год  |    | Русское название                        | Оригинальное название              | Роль                  |
| ---- | -- | --------------------------------------- | ---------------------------------- | --------------------- |
| 2000 | ф  | В поисках брата                         | Sorted                             | Сара                  |
| 2001 | тф | Приключения Фионы Плам                  | The (Mis)Adventures of Fiona Plum  | Фиона Плам            |
| 2001 | ф  | Возвращение Джека Потрошителя           | Ripper                             | Мариса Таварес        |
| 2002 | с  | Тайны Смолвилля                         | Smallville                         | Виктория Хардвик      |
| 2003 | ф  | Абсолон                                 | Absolon                            | Клэр                  |
| 2003 | ф  | Ограбление по-итальянски                | The Italian Job                    | девушка Лайла         |
| 2003 | ф  | Зрительный контакт                      | Eye Contact                        | Аня                   |
| 2004 | ф  | Секс в небольшом городе                 | School for Seduction               | София Росселлини      |
| 2004 | ки | Need for Speed: Underground 2           | Need for Speed: Underground 2      | Никки Моррис          |
| 2005 | ф  | Смертельный лабиринт                    | House of 9                         | Лиа                   |
| 2005 | ф  | Роми и Мишель: В начале пути            | Romy and Michele: In the Beginning | Линда                 |
| 2005 | ф  | Мужчина по вызову 2: Европейский жиголо | Deuce Bigalow: European Gigolo     | девушка               |
| 2005 | ф  | Секс ради выживания                     | Three                              | Дженнифер             |
| 2006 | тф | Мисс Марпл: Перст указующий             | Marple: The Moving Finger          | Эльзи Холланд         |
| 2006 | ф  | В настроении                            | In the Mood                        | Ева                   |
| 2007 | с  | Отель Вавилон                           | Hotel Babylon                      | леди Катерина Стэнвуд |
| 2007 | ф  | Моя мама русалка                        | Fishtales                          | Нерие                 |
| 2010 | ф  | Отель Каледония                         | Hotel Caledonia                    | Эльза Макнамара       |
| 2010 | ф  | Зачистка                                | Removal                            | Кирби                 |
| 2010 | ф  | Пираньи 3D                              | Piranha 3-D                        | Дэнни Эрслоу          |
| 2011 | с  | Молокососы                              | Skins                              | Джемайма              |
| 2012 | с  | Военная хроника                         | Metal Hurlant Chronicles           | Скарр                 |
| 2012 | ф  | Кейт Лемон: Фильм                       | Keith Lemon: The Film              | Келли Брук            |
| 2013 | с  | Спецназ: Сан-Диего                      | NTSF:SD:SUV                        | Анна                  |
| 2013 | с  | Затроленный                             | Trollied                           | Келли Брук            |
| 2015 | с  | Одно большое счастье                    | One Big Happy                      | Прюденс               |
| 2015 | ф  | Инвентаризация                          | Taking Stock                       | Кейт                  |